# Диринг (аэропорт)
Аэропорт Диринг (англ. Deering Airport), (ИАТА: DRG, ИКАО: PADE, FAA LID: DEE) — государственный гражданский аэропорт, расположенный в 3,7 километрах к юго-западу от центрального делового района города Диринг (Аляска), США.

## Операционная деятельность
Аэропорт Диринг занимает площадь в 106 гектар, расположен на высоте 6 метров над уровнем моря и эксплуатирует две взлётно-посадочные полосы:
- 2/20 размерами 1006 x 23 метров с гравийным покрытием;
- 11/29 размерами 805 x 23 метров с гравийным покрытием.